# علیه تفسیر
علیه تفسیر (به انگلیسی: Against Interpretation) مجموعه‌ای از جستارها به‌قلم سوزان سانتاگ است که در سال ۱۹۶۶ منتشر شده است. این مجموعه شامل برخی از شناخته‌شده‌ترین آثار سانتاگ، از جمله «دربارهٔ سبک» و جستار هم‌نام همین مجموعه، «علیه تفسیر» است. سانتگ در جستار «علیه تفسیر» به این می‌پردازد که رویکرد جدید نقد و زیبایی‌شناسی، از تأثیر پراحساس هنر غافل مانده و تفسیرهای منطقی و بی‌روح و تأکید بر «محتوا» و «معنای» اثر را جایگزین آن کرده است. این کتاب در ردهٔ هنر و ادبیات جایزه کتاب ملی ایالات متحده آمریکا، به دور نهایی گزینش نامزدها راه یافته بود.
از این کتاب در ایران دو ترجمه موجود است؛ ترجمه اول توسط مجید اخگر در سال ۱۳۹۴ در انتشارات بیدگل چاپ شد.
ترجمه دوم توسط احسان کیانی خواه در سال ۱۳۹۶ در انتشارات حرفه نویسنده چاپ و منتشر شد.